# سنتایی فیلم‌ورکس
سنتایی فیلم‌ورکس (انگلیسی: Sentai Filmworks) شرکت سرگرمی و فیلم‌سازی آمریکایی است، که در سال ۲۰۰۸ تأسیس شد.